# La Vraie-Croix
La Vraie-Croix è un comune francese di 1 500 abitanti situato nel dipartimento del Morbihan nella regione della Bretagna.

## Società

### Evoluzione demografica
Abitanti censiti